# Kaplica św. Józefa Rzemieślnika w Piekiełku
Kaplica św. Józefa Rzemieślnika w Piekiełku - murowana świątynia rzymskokatolicka w Piekiełku, będąca kościołem filialnym parafii Narodzenia Najświętszej Maryi Panny w Tymbarku. Wzniesiono ją staraniem miejscowej ludności oraz przy pomocy parafii w Tymbarku. Została poświęcona 31 sierpnia 1986 roku. Jej wnętrze zdobią polichromie zaprojektowane przez Bolesława Szpechta.